# Zbýšov (district de Brno-Campagne)
Pour les articles homonymes, voir Zbýšov.
Zbýšov (en allemand : Zbeschau) est une ville du district de Brno-Campagne, dans la région de Moravie-du-Sud, en République tchèque. Sa population s'élevait à 3 680 habitants en 2024.

## Géographie
Zbýšov se trouve à 5 km au sud-ouest de Rosice, à 20 km à l'ouest-sud-ouest de Brno, et à 172 km au sud-est de Prague.
La commune est limitée au nord par Babice u Rosic, à l'est par Kratochvilka et Neslovice, au sud et à l'ouest par Oslavany et au nord-ouest par Zakřany.

## Histoire
La première mention écrite de la localité date de 1280. Dans la seconde moitié du XVIIIe siècle, des gisements de charbon furent découverts dans le bassin de Rosice-Oslavany. En 1820, la première mine de charbon fut ouverte sur la colline de Siczka ou Síčka. D'autres mines furent ouvertes à Zbýšov. L'une d'entre elles était la mine Ferdinand, exploitée depuis le milieu XIXe siècle. La compagnie privée des chemins de fer de Brno-Rosice entreprit en 1852 de construire la ligne Brno-Střelice-Rosice-Zastávka. Le 2 janvier 1856, le premier train de charbon passa par Brno pour se rendre à Vienne et le 1er juillet 1856, débuta le trafic de passagers. Une ligne secondaire fut ouverte en 1862 via Babice vers les mines Heinrich et Ferdinand et vers Zbýšov ; elle fut prolongée jusqu'à Oslavany en 1873. La plupart des mines passèrent entre les mains de la Rossitzer Bergbau AG. Le caractère de Zbýšov changea, le village rural devenant une petite ville de montagne, qui comptait 128 maisons et 1 624 habitants en 1890.

## Transports
Par la route, Zbýšov se trouve à 8 km d'Ivančice, à 27 km de Brno et à 195 km de Prague.